# Большой Починок (Солигаличский район)
Большой Починок — деревня в Солигаличском муниципальном районе Костромской области. Входит в состав Корцовского сельского поселения

## География
Находится в северо-западной части Костромской области на расстоянии приблизительно 17 км на юг по прямой от города Солигалич, административного центра района у речки Соня.

## История
В 1872 году здесь (тогда Великий починок) было отмечено 18 дворов, в 1907 году (уже современное название) —30.

## Население
Постоянное население составляло 116 человек, 147 (1897), 171 (1907), 172 в 2002 году (русские 99 %), 72 в 2022.